# Noviembre (película)
Noviembre es una película de cine española dirigida por Achero Mañas. Elaborada como un falso documental del grupo español de teatro Noviembre.

## Argumento
Empujado por un espíritu que todavía conserva su barniz de idealismo, Alfredo decide crear una forma de "arte más libre, hecho con el corazón, capaz de hacer que la gente viva con ellos el espectáculo". Su concepto del teatro empieza más allá del escenario, se traslada a las calles, cara a cara con el público, vive con ellos. Allí, en una plaza cualquiera, en un parque o en la avenida más comercial de la ciudad, Alfredo y su grupo "Noviembre" empezó la función que da vida a un sinfín de personajes...No hay límites ni censuras, solo ideas que deben lograr que el espectador deje de ser espectador y pase a formar parte de la representación, y sienta lo que ellos sienten en cada momento. El teatro como la vida, la vida como el teatro...ya no hay diferencia, solo pasión, nada más...

## Reparto
| Intérprete         | Personaje             |
| ------------------ | --------------------- |
| Óscar Jaenada      | Alfredo               |
| Ingrid Rubio       | Lucía                 |
| Javier Ríos        | Juan                  |
| Juan Díaz          | Daniel                |
| Adriana Domínguez  | Alicia                |
| Jordi Padrosa      | Imanol                |
| Núria Gago         | Helena                |
| Juanma Rodríguez   | Pedro                 |
| Juan Margallo      | Daniel                |
| Ángel Facio        | Juan                  |
| Paloma Lorena      | Lucía                 |
| Héctor Alterio     | Yuta                  |
| Amparo Valle       | Alicia                |
| Fernando Conde     | Imanol                |
| Amparo Baró        | Helena                |
| Juan Diego         | Pedro                 |
| José Luis Torrijo  | Eduardo               |
| Alberto Jiménez    | Oficial               |
| Helio Pedregal     | Jefe policía          |
| Carlos Kaniowsky   | Padre de Alfredo      |
| Petra Martínez     | Madre de Alfredo      |
| Alberto Ferreiro   | Alejandro             |
| Álex O'Dogherty    | Mármol                |
| Pablo Vega         | Alfonso               |
| Raúl Jiménez       | Rodrigo               |
| Berta Gómez        | Marina                |
| Jesús Olmedo       | Camarero              |
| Pedro Alonso       | Guarda                |
| Vicent Gavara      | Pablo                 |
| Luis Felpeto       | Policía               |
| Sole Palmero       | Médico 1              |
| Belén Verdugo      | Médico 2              |
| Miguel Oyarzun     | Joven admirado        |
| Julián Villagrán   | Camarero              |
| Teresa del Olmo    | Funcionaria           |
| Marga Escudero     | Policía Comisaría     |
| Chiky Álvarez      | Policía 4             |
| José Antonio Félez | Presidente            |
| Alfonso Torregrosa | Regidor               |
| Javier Tolosa      | Guarda museo          |
| Ana Steinberg      | Vanesa                |
| Paco Hernando      |                       |
| Gorka Otxoa        | Chaval metro          |
| Gloria Vega        | Policía 2             |
| Ferran Botifoll    | Comisario             |
| Alberto Lozano     |                       |
| Ramón Quesada      | Escolta 1             |
| Adolfo Obregón     | Escolta 2             |
| Roberto Rey        |                       |
| Mon Ceballos       | Macarra               |
| Alicia Yagüe       | Cantante              |
| Álex Cañedo        | Cliente de la terraza |
| Inma Cuevas        |                       |
| Tania Serrano      | Chica en el Teatro    |
| Sara Montalvo      |                       |

## Producción y rodaje
La película se rodó entre agosto y octubre de 2002 en Alcalá de Henares y en Madrid.

## Críticas
"Una reflexión bienintencionada sobre las artes, el compromiso o el carácter utópico de las generaciones más jóvenes (…) pero, pese al estimulante envoltorio visual, no consigue hacerse totalmente creíble"
Alberto Bermejo: Diario El Mundo

"Una película que se propone a sí misma como si nadie antes hubiese debatido sobre estas cuestiones -de ahí su inmensa pedantería- (...) Es tan ingenua que bordea la tontería, tan inane que provoca aburrimiento" 
M. Torreiro: Diario El País

"Un film notable, trabajado, inspirado y original (…) Lo mejor: la búsqueda estilística de Mañas y todos los actores, sin excepción. (…) Puntuación: ★★★★ (sobre 5)" 
Fernando Méndez-Leite: Fotogramas

"Grandilocuente, increíble y decepcionante."
Carlos Boyero: Diario El Mundo

## Premios obtenidos
- Premios de Noviembre en IMDb